# 龙与地下城 (电影)
是一部根据角色扮演遊戲而改编的奇幻电影。2000年12月8日在美国首期放映。

## 影片介绍
《龙与地下城》是欧美最著名的角色扮演游戏之一，曾被改编出版过400多种读物，80年代中还曾被制作成电视剧集，这个游戏的所有相关产品在全世界销售额已经超过了10亿美元，具有这么大潜在商机的游戏并不多见，因此，这部影片从开拍到现在一直都受到相当的瞩目，而且影片还没上映，已经做足了拍摄前传和续集的准备。
据“今日美国”报道，尽管互联网上流传着很多关于本片的制作费严重超支和首映遥遥无期等不利传闻，但最近随着官方正式发布的消息，这些传闻均逐个破灭了。实际上这部《龙与地下城》电影最终仅花费了3600万美元，和最初的2800万的预算比，算不上超支太多。
这部影片的执行制片是曾出品过《轰天炮》系列和《黑客帝国》的乔西尔沃，他的片子几乎都是华纳公司发行的，因此早前该片的发行权一般认为将是华纳的囊中之物。但美国新线公司花费500万美元从华纳公司手里抢过了这部影片的北美地区发行权，该公司还拥有耗资1.8亿美元的奇幻史诗三部曲《魔戒》系列，他们出高价购买这部题材相类似的影片，看来是想先探探市场对古装奇幻片的反应。

## 剧情介绍
故事发生在類似欧洲中世纪的一个神秘国度里，新登基的年轻女皇想团结平等的对待平民和贵族，而邪恶的巫师普罗费昂（Profion）则阴谋废黜这位新女皇。由於女皇擁有能夠統御巨龍的魔杖，因此邪惡巫師派自己的手下去寻找具有不可思议力量的降龙宝杖，降龙宝杖将带给拥有者驾御巨龍的能力，因此拥有宝杖就将有足够的力量來反抗女皇。女皇得晓阴谋，征募了一个包括女魔法师和盜賊在内的冒险家队伍，去阻止邪惡巫師得到降龍寶杖。
为了使整个国度不被邪恶势力恣意践踏，以女皇为首的正义之师将竭尽全力的同巫师周旋，一场生死较量因此而展开。

## 演职人员
| 角色                | 演员              | 配音     |
| 角色                | 演员              | 中国大陆 |
| ------------------- | ----------------- | -------- |
| 瑞里（Ridley）      | 贾斯汀·威林       | 宋巍     |
| 玛丽娜（Marina）    | 佐伊·马克莱兰     | 魏青     |
| 司耐利（Snails）    | 馬龍·韋恩斯       | 刘崇     |
| 普罗费昂（Profion） | 杰米·艾伦斯       | 张文渔   |
| 阿兹玛（Azmath）    | 马克·威廉姆斯     | 董志斌   |
| 维达（Vildan）      | 爱德华·杰韦斯伯里 | 辛敏航   |
| 达魔大（Damodar）   | 布魯斯·培恩       | 高锐     |
| 埃尔伍德（Elwood）  | 李·艾伦伯格       | 蔡菊辉   |
| 诺达（Norda）       | 克里斯顿·威尔逊   | 刘艺     |
| 女皇（Empress）     | 索拉·伯奇         | 刘海霞   |
| 士兵                | -                 | 范哲琛   |

## 制作组
- 导演：科特尼·所罗门
- 编剧：托普·里利恩、卡罗尔·卡特维奇
- 制片：科特尼·所罗门、克亚·杰姆、汤姆·哈梅尔
- 执行制片：乔勒·西尔沃、艾伦·泽曼、尼尔森·莱恩
- 摄影：多格·米索姆
- 制片设计：布莱斯·皮尔瑞
- 剪辑：卡洛林·罗丝
- 联合制片：史蒂文·理查斯、大卫·米克沃斯基、马休·斯蒂尔曼、安妮·福拉格拉、马克·莱思、科拉德·里格斯、X站工作室
- 服装设计：芭芭拉·雷恩
- 音乐：贾斯汀·凯恩·伯耐特

## 译制职员
- 翻译：张晓玲
- 导演：刘艺
- 录音：韩哲
- 制作：陈阳
- 剧务：红军
- 译制：辽宁凤凰影视制作有限公司

## 外部連結
- 龙与地下城 官方网站（英文） （页面存档备份，存于）